# Aegocera ferrugo
Aegocera ferrugo är en fjärilsart som beskrevs av Jordan 1926. Aegocera ferrugo ingår i släktet Aegocera och familjen nattflyn. Inga underarter finns listade i Catalogue of Life.